# Eugène Pereire

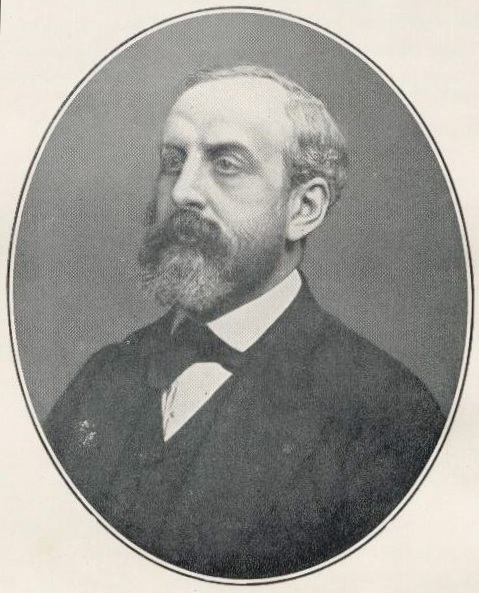
Eugène Pereire

Eugène Pereire (* 1. Oktober 1831 in Paris; † 1908 ebenda) war ein französischer Bankier.

## Leben
Der Sohn von Isaac Pereire graduierte 1852 als Zivilingenieur und war dann als Administrator der Compagnie des chemins de fer du Midi, der französischen Südbahn, tätig. Er wirkte am Aufbau der Société Générale du Crédit Mobilier in Spanien mit, war Direktor der Pariser Omnibus- und Gasgesellschaften, Präsident der Compagnie Générale Transatlantique, der spanischen Versicherung La Unión y el Fénix und der von ihm 1881 gegründeten Banque Transatlantique.
Pereire war Parlamentsabgeordneter, Kommandeur der Ehrenlegion und widmete sich, wie sein Urgroßvater, dem Bildungswesen der Taubstummen.